# Ludmila da Silva
Ludmila da Silva, née le 1er décembre 1994 à Guarulhos, est une footballeuse internationale brésilienne évoluant au poste d'attaquante avec l'Atlético de Madrid.

## Biographie

### En équipe nationale
Elle inscrit son premier but en équipe du Brésil le 7 avril 2017, en amical contre l'Allemagne (défaite 1-3).
Avec la sélection brésilienne, elle participe à la Coupe du monde 2019 organisée en France.

## Palmarès
- Vainqueur du championnat sud-américain des moins de 20 ans en 2014 avec l'équipe du Brésil des moins de 20 ans
- Championne d'Espagne en 2018 et 2019 avec l'Atlético de Madrid
- Vainqueur de la Coupe de la Reine en 2023 avec l'Atlético de Madrid
- Vainqueur de la Supercoupe d'Espagne en 2021 avec l'Atlético de Madrid
- Finaliste de la Coupe d'Espagne en 2018 et 2019 avec l'Atlético de Madrid